# Mona llanosa argentada
La mona llanosa argentada (Lagothrix lagotricha poeppigii), també coneguda com a mona llanosa de Poeppig, és una subespècie de la mona llanosa comuna. És originària de Sud-amèrica. Viu al Brasil, l'Equador i el Perú. El seu nom és un homenatge al zoòleg alemany Eduard Friedrich Poeppig.